# Виноградова Олена Іванівна
Олена Іванівна Виногра́дова (нар. 11 січня 1902, Борисоглєбськ — пом. 13 серпня 1976, Харків) — українська радянська оперна співачка (ліричне сопрано); заслужена артистка УРСР з 1946 року.

## Біографія
Народилася 29 грудня 1901 [11 січня 1902] року в місті Борисоглєбську (тепер Воронезька область, Росія). Протягом 1922—1926 років навчалась у Полтавському музичному училищі (клас М. Денисенко), по закінчення якого співала в хорі.
Протягом 1928—1959 років — солістка Харківського театру опери та балету. У 1965–1971 роках працювала викладачем у Харківській музичній школі для дорослих. Померла в Харкові 13 серпня 1976 року.

## Творчість
Виконала партії:
- Оксана («Запорожець за Дунаєм» Семена Гулака-Артемовського);
- Наталка, Марильця («Наталка Полтавка», «Тарас Бульба» Миколи Лисенка);
- Галя («Назар Стодоля» Валентина Костенка);
- Тетяна («Євгеній Онєгін» Петра Чайковського);
- Царіна-лебідь, Марфа («Казка про царя Салтана», «Царева наречена» Миколи Римського-Корсакова);
- Антоніда («Життя за царя» Михайла Глінки);
- Ольга («Русалка» Олександра Даргомижського);
- Ксенія («Борис Годунов» Модеста Мусоргського);
- Галя («Назар Стодоля» Костянтина Данькевича);
- Маргарита («Фауст», Шарля Гуно);
- Недда («Паяци» Руджеро Леонкавалло);
- Мадам Баттерфляй (Мадам Баттерфляй Джакомо Пуччині);
- Ельза («Лоенґрін» Ріхарда Вагнера).

Авторка спогадів про Михайла Роменського.